# 栃木県道248号日光だいや川公園線

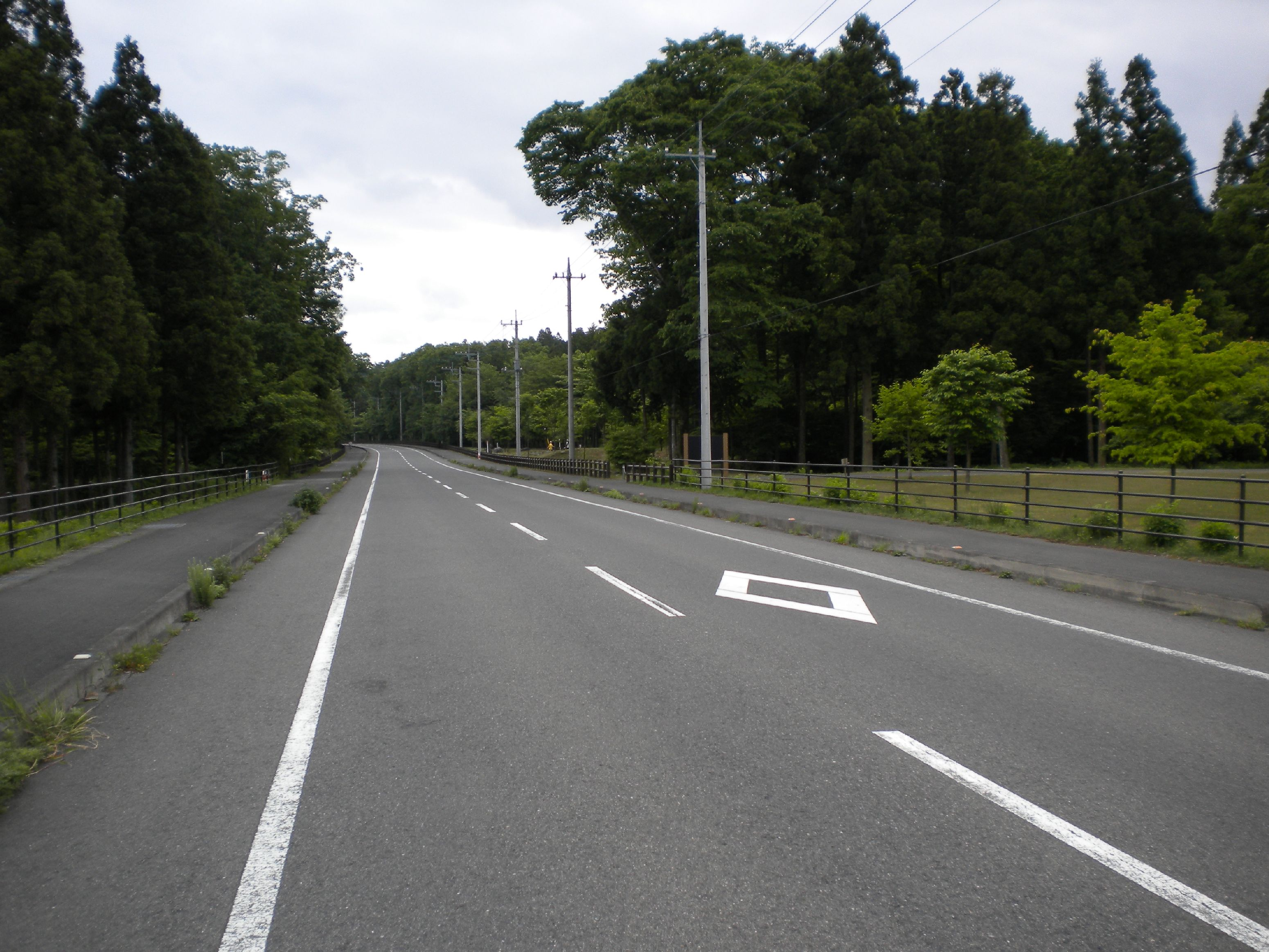
日光市野口付近

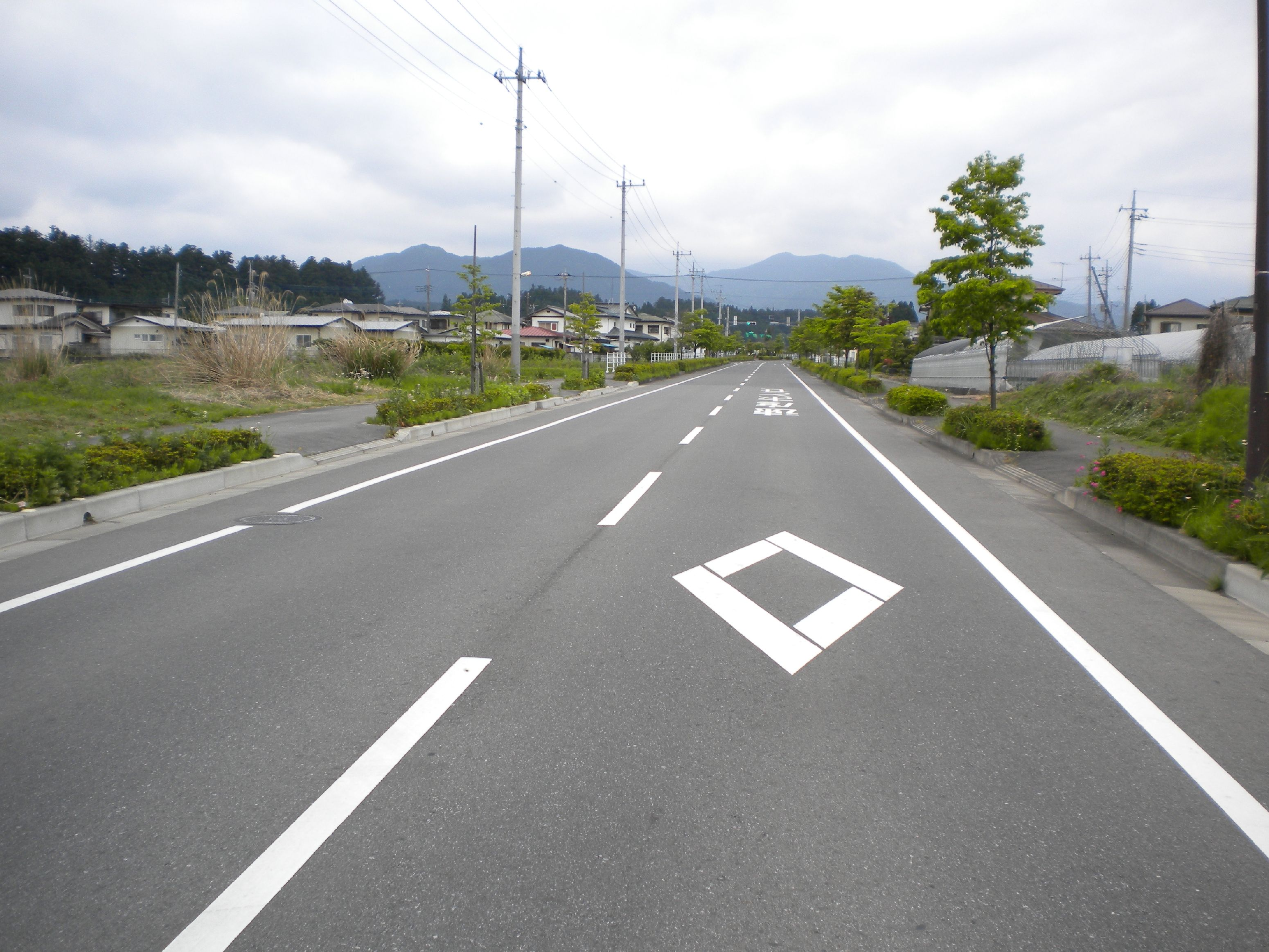
日光市今市付近

栃木県道248号日光だいや川公園線（とちぎけんどう248ごう にっこうだいやがわこうえんせん）は、栃木県日光市に位置する一般県道である。

## 概要
大谷川沿いに位置する日光だいや川公園と会津西街道（国道121号、国道352号）を連絡する道路。大半の区間が公園の林の中の道路だが、終点付近の今市川原町地区では新興住宅街の中を抜ける。
県道としての指定は日光市野口から今市地区の会津西街道交点までだが、起点側の野口では西方向に市道（大谷川右岸線）が東武日光駅付近まで延びており、並行する日光街道（国道119号）、県道日光今市線と同様に日光地区・今市地区間の連絡道路としての機能も持っている。川原町交差点では国道119号水無バイパスに直結する市道瀬川森友線（通称、今市バイパス）に接続しており、これらと実質的に一体化した道路を構成している。
本県道においては正規の県道標識が設置されておらず、終点付近に存在する矢羽根形の標識と青看板によって路線が示されている。総延長が1kmに満たないような短距離路線も多い停車場線などでこのような例が散見されるが、一般県道としては短めであるものの3kmを超えるような県道においては珍しい。

## 路線データ
- 総延長：3.600km
- 起点：栃木県日光市野口（日光だいや川公園）
- 終点：栃木県日光市今市（川原町交差点＝国道121号、国道352号交点）
- 認定：1993年（平成5年）1月29日

## 歴史
- 1993年（平成5年）1月29日 - 一般県道県西大規模公園線として認定。
- 2008年（平成20年）4月1日 - 現在の路線名に改称。

## 沿線施設
- 日光だいや川公園